# Antoine Charles Louis de Lasalle
Antoine Charles Louis, comte de Lasalle, va ser un general de cavalleria del Primer Imperi, nascut a Metz el 10 de maig de 1775 i mort en combat durant la batalla de Wagram el 6 de juliol de 1809. Procedent d'una família noble, es va allistar molt jove a l'exèrcit reial. Sota la Revolució Francesa, esdevingué oficial, després participà en les campanyes d'Itàlia i d'Egipte on destacà per la seva audàcia i les seves accions brillants.
Nomenat coronel del 10è regiment d'hússars al seu retorn a França l'any 1800, va ser nomenat general de brigada als albors de les guerres napoleòniques. Al capdavant d'una brigada de cavalleria que es va convertir en l'"Infernale", Lasalle va acumular victòries contra els prussians durant la campanya de 1806 -sobretot amb la presa de la fortalesa de Stettin-, aleshores a Espanya com a oficial de divisió a Combats de Puentes del Tajo, Medina de Rioseco, Burgos i Medellín. Recordat l'any 1809 per participar en la campanya d'Àustria, després d'haver-se distingit una vegada més a Essling, el general Lasalle va morir colpejat per una bala al front, en les darreres hores de la batalla de Wagram.

Lasalle segueix sent conegut tant per les seves nombroses gestes d'armes com per les seves escapades de tota mena. Per torns donat, bevedor i fumador inveterat, va demostrar en el camp un notable sentit tàctic i una valentia llegendària que li van valer l'admiració dels seus soldats. La seva mort a Wagram, als trenta-quatre anys, va ser profundament sentida per les tropes i per Napoleó que va declarar sobre ell: 
| « | "Era un oficial del més gran mèrit, i un dels nostres millors generals de cavalleria lleugera." | » |

Avui és considerat un dels majors generals de cavalleria del seu temps.

## Biografia

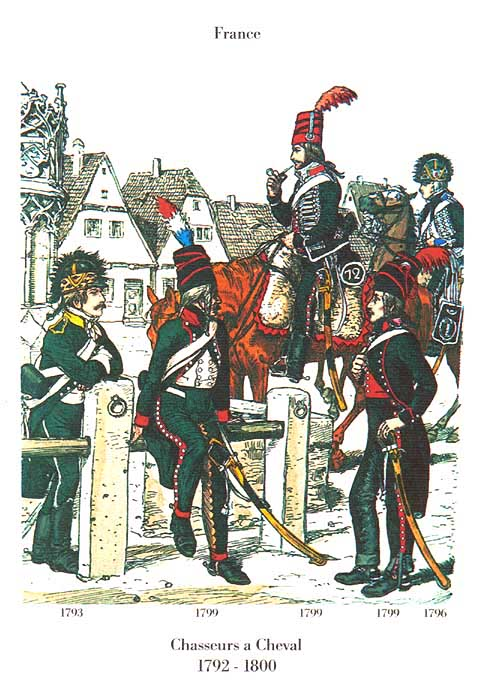
Caçadors de cavalleria francesos del període 1792 a 1800, de Richard Knötel. Durant la Revolució, Lasalle va fer les primeres armes al 23è Regiment de Caçadors.

Antoine Charles Louis de Lasalle va néixer el 10 de maig de 1775 a Metz en el si d'una família de la noblesa de Lorena. El seu pare, Pierre-Nicolas de La Salle, que va fer carrera a l'administració militar -fou comissari d'ordres- i era el marit de Suzanne Dupuy de la Garde, una dona enèrgica que tenia molt d'afecte pel seu fill. Als 11 anys, el jove Antoine va optar per la carrera d'armes, i el 19 de juny de 1786 va ingressar com a tinent substitut al regiment d'infanteria d'Alsàcia.
El 25 de maig de 1791, mentre la Revolució Francesa estava en ple apogeu, Lasalle esdevingué segon tinent del 24è regiment de cavalleria. Davant la repressió contra la noblesa, Lasalle va haver d'abandonar el seu regiment per anar a París on la seva família es va traslladar durant l'any 1792. Va ser admès a la secció de Piques i va formar part de l'any següent, de les unitats de voluntaris que van marxar a l'exèrcit de la Nord. El 20 de febrer de 1794 es va incorporar al 23è regiment de caçadors de cavalls i es va guanyar molt ràpidament les primeres llistes des que va ser nomenat intendent el 21 de març del mateix any.
Amb el seu nou cos va assistir a diverses batalles contra els Aliats i va destacar per "l'acreditació de les seves bones qualitats, la seva conducta reglada, el seu caràcter amable i els seus sentiments realment republicans" com ho demostra la seva petició d'ascens al grau de tinent amb el Comitè de Seguretat Pública. Aquest grau li fou concedit el 10 de març de 1795.

### La campanya italiana

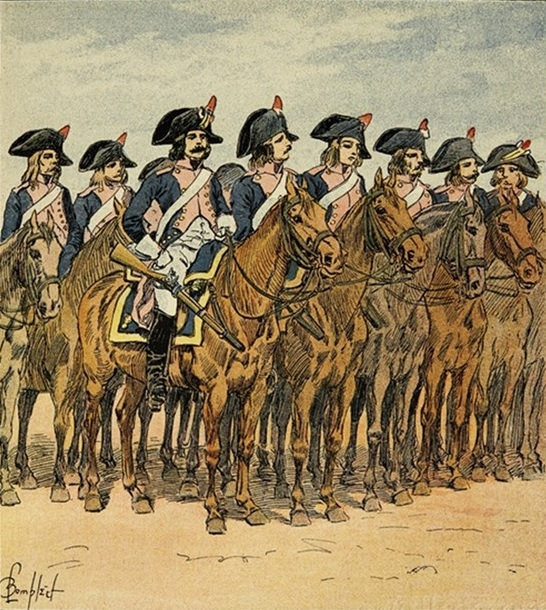
La cavalleria de l'exèrcit d'Itàlia, de Louis Bombled. Divuit homes del 1r Regiment de Cavalleria segueixen a Lasalle en la seva expedició a Vicenza.

Poc després, Lasalle esdevingué ajudant de camp del general François Christophe Kellermann, general en cap de l'Exèrcit dels Alps; la seva mare, que va conèixer el general durant molt de temps a Metz, va donar suport a aquest nomenament. Després d'un viatge que no va excloure alguna extravagància -"a Lió, les despeses són molt elevades", escriu Hourtoulle-, el jove oficial es va incorporar a l'estat major de Kellermann on aquest el va contractar com a secretari de l'administració del cos. Aleshores era adjunt de l'ajudant general François Étienne Kellermann, fill del general que va servir a l'exèrcit d'Itàlia. Una desventura va inaugurar la seva arribada al país quan va ser capturat pels austríacs a la ciutat de Brescia. Portat al mariscal Wurmser per ser interrogat, aquest li pregunta a Lasalle: "Però quants anys té el seu nou general en cap?" al que Lasalle respon orgullós “l'edat d'Escipió, quan va derrotar a Anníbal”. Va ser alliberat poc després i aquesta vegada va ser destinat a l'estat major del general André Masséna. El 7 de novembre de 1796, amb 21 anys, fou nomenat capità.
Aleshores, l'aspecte oficial va mantenir una relació sentimental amb la marquesa de Sali, que vivia a Vicenza. Una ofensiva austríaca obliga els francesos a abandonar la ciutat però Lasalle no dubta a arriscar-se per anar a veure la persona que estima. La nit del 16 de desembre, amb 18 homes del 1r Regiment de Cavalleria, travessà discretament les línies enemigues i, després d'amagar el seu escamot, va córrer cap a la marquesa que li havia recollit informació relativa a la força i l'organització de les tropes austríaques. Quan s'acabava de donar l'alarma, Lasalle va partir en sentit contrari cap al pont sobre el Bacchiglione, va empenyer un destacament de 36 hússars austríacs a prop i va aconseguir arribar a la riba oposada amb la seva petita tropa. Al voltant de quinze austríacs van ser assassinats o capturats, mentre que Lasalle només va perdre quatre homes. Va comunicar a Napoleó Bonaparte una informació militar de tanta importància que el general en cap de l'exèrcit d'Itàlia va fer els ulls grossos davant la seva broma i el va nomenar immediatament cap d'esquadra el 6 de gener de 1797.

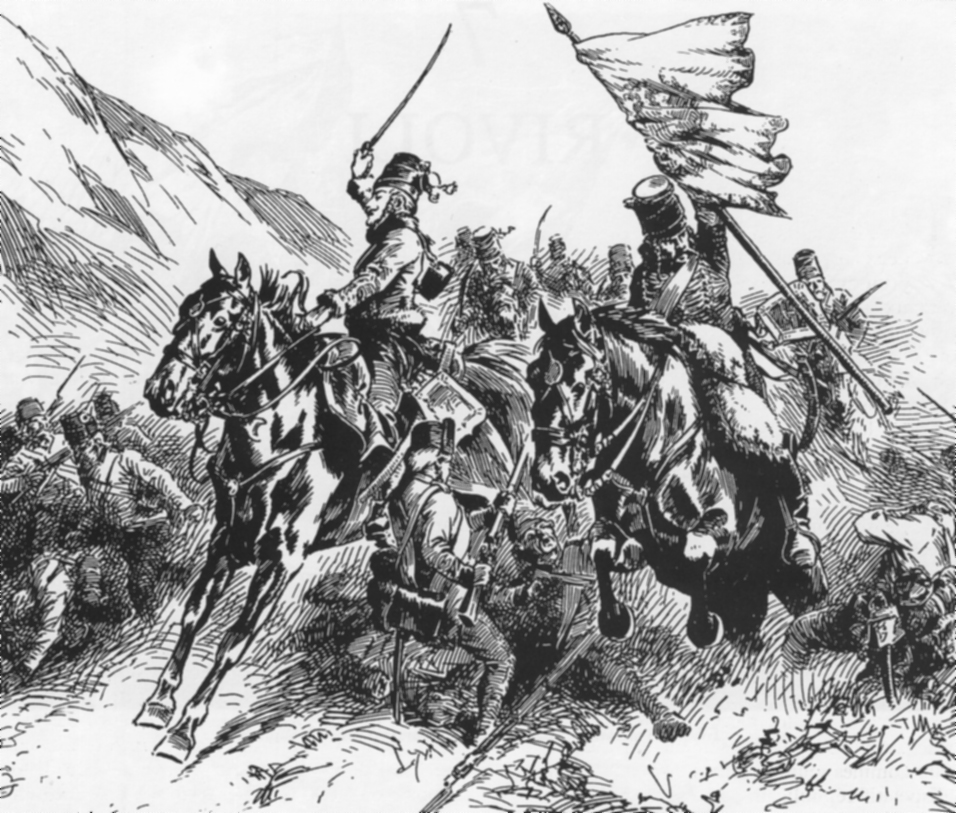
El cap d'esquadra Lasalle a la batalla de Rivoli, de Victor Huen.

El gener de 1797, l'exèrcit austríac del general Alvinczy va prendre l'ofensiva i va amenaçar amb aclaparar la divisió de Joubert que havia pres una posició a Rivoli. Bonaparte va anar en ajuda de Joubert amb la cavalleria de Leclerc, seguit de les divisions de Rey i Masséna. Lasalle també hi és amb una esquadra de caçadors de cavalls del 22è. Després d'un període de vacil·lació a la línia francesa, l'arribada de Masséna va capgirar la situació i l'atac es va generalitzar. Designat per aturar la progressió de les columnes austríaques a la dreta, el cap d'esquadra Lasalle va llançar la càrrega amb 26 caçadors i va fer tornar als atacants al fons del talús, després va trobar un batalló aïllat i el va obligar a rendir-se. La derrota d'Alvinczy és completa. La llegenda diu que al final de la batalla, un Lasalle esgotat es va presentar a Bonaparte que, assenyalant les banderes agafades a l'enemic a terra, li va dir: “aixeu-vos-hi, us ho mereixeu”. Més tard, aquest últim va confirmar el paper decisiu que va jugar Lasalle durant aquesta jornada dient: «Fem Masséna, Joubert, Lasalle i jo qui vam guanyar la batalla de Rivoli».
Mentre les tropes franceses es desplaçaven contra l'arxiduc Carles prop del Piave, el jove mosel·là va continuar les seves gestes a l'exèrcit d'Itàlia. Atacat sobtadament al poble d'Ospedaletto pels hússars austríacs, es va refugiar darrere d'un carro en companyia d'un brigadier i va mantenir a ratlla els atacants fins que els seus dragons, que havien anat com a recol·lectors, es van re-agrupar per donar-li un cop de mà. Va començar un combat cos a cos, al final del qual Lasalle va capturar gairebé tot el destacament austríac. Poc després, es va distingir a la riba del Piave contra la cavalleria austríaca i va rebre tres cops de sabre; “Aquest boig de Lasalle […] deixa que la seva ment se l'emporti”, jutja Kellermann, que observa l'escena com un espectador. Lasalle va realitzar la seva darrera proesa d'armes de la campanya a l'encreuament del Tagliamento el març de 1797: acompanyat d'un grapat de guies, va irrompre a Valvasone ocupada per un esquadró de genets austríacs i els va obligar a evacuar la ciutat i després a repassar ràpidament el Tagliamento. S'acaben les operacions, els austríacs demanen la pau. El mateix Bonaparte va escriure a madame Lasalle sobre el seu fill: «Aquest valent oficial es va omplir de glòria en l'exèrcit d'Itàlia».
Ara cap d'esquadra del 7 bis regiment d'hússars, Lasalle passa de guarnició en guarnició: Màntua, Peschiera, Roma... Allà, la tropa amenaça de rebel·lar-se contra els seus generals perquè fa mesos que no es dona la paga. Masséna es mostra incapaç de restablir l'ordre malgrat el suport dels seus subordinats -incloent-hi Lasalle i el seu comandant de cos, el coronel Champeaux- i ha de ser substituït. La tensió va disminuir i va ser durant aquest període que el brillant cap d'esquadra va conèixer a Joséphine d'Aiguillon, la dona del general Victor Léopold Berthier, que es va convertir en la seva amant. Mentrestant, el 7è Hússars va ser assignat a l'ala esquerra de l'“Exèrcit d'Anglaterra”, destinat a ser el futur Exèrcit d'Orient.

### La campanya d'Egipte

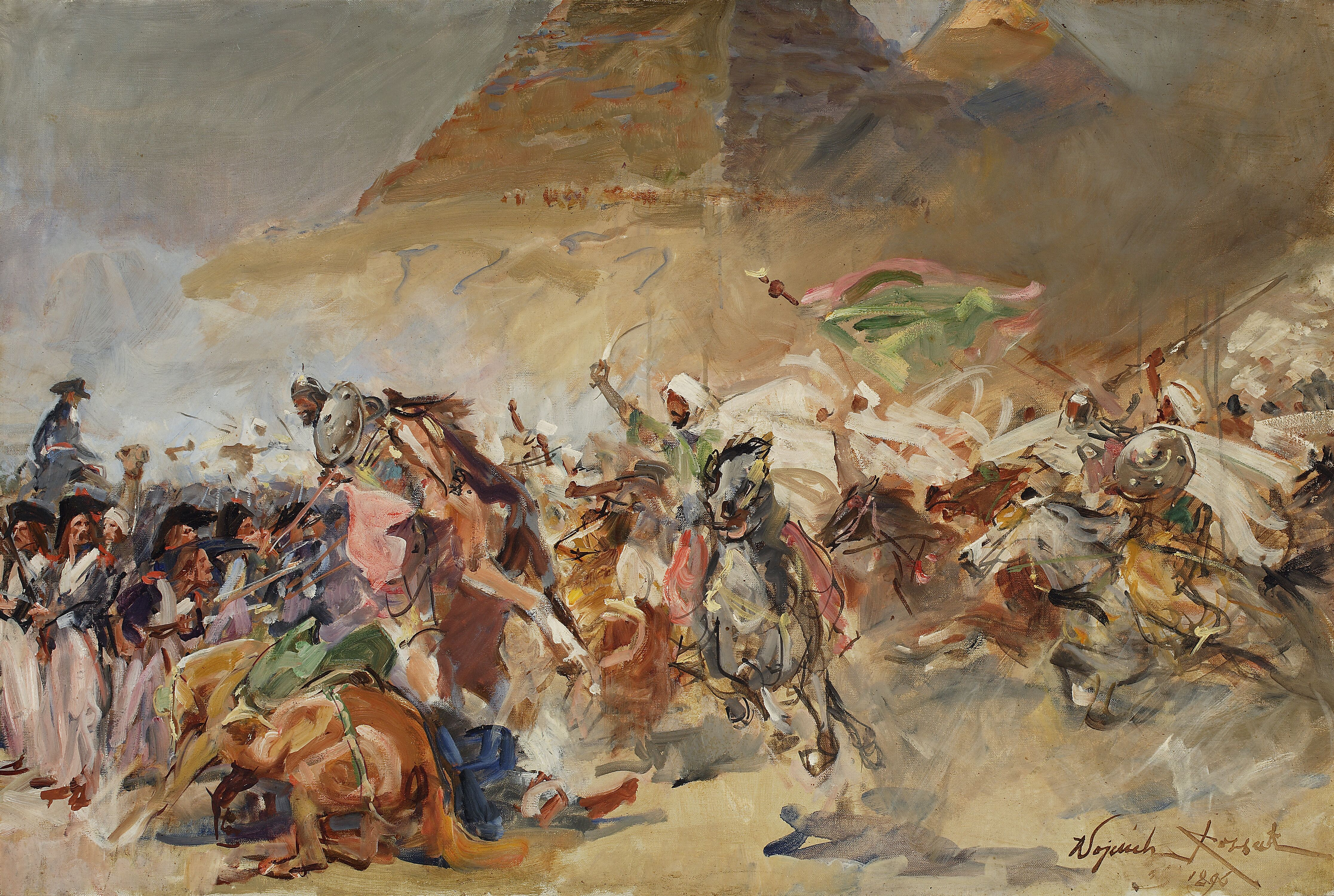
La batalla de les piràmides, 21 de juliol de 1798, vista per Wojciech Kossak. Durant els combats, Lasalle va tallar la retirada dels mamelucs amb 60 genets.

El 26 de maig de 1798, Lasalle s'embarca amb el general Desaix a la fragata "La Courageuse" al port de Civitavecchia. El seu regiment, el 7 bis hússars, és a la brigada Mireur amb els 20 dragons. L'1 de juliol, les tropes franceses van desembarcar a la costa d'Alexandria. La presa de la ciutat es va produir sense massa resistència però per arribar al Caire l'exèrcit va haver de començar a travessar el desert sense aigua, sense menjar i assetjat pels beduïns. Lasalle viatja amb dos camarades del seu regiment, el cap d'esquadra Detrès i el tinent Desvernois. Després d'un primer enfrontament contra els mamelucs a Chebreiss el 13 de juliol, en el qual Lasalle no va participar, els francesos van arribar prop de les piràmides el 21 de juliol de 1798. Davant dels mamelucs que es van refugiar al poble d'Embabeh per bloquejar l'avanç de l'exèrcit francès. al Caire, Napoleó va formar les seves cinc divisions en quadrats i va llançar l'assalt. Les càrregues de la cavalleria egípcia van trencar contra les formacions franceses la progressió de les quals era inexorable. Lasalle està al capdavant de 60 homes i s'apodera de la sortida del reducte d'Embabeh cap a Gizeh, que talla la retirada de l'enemic. El mateix vespre Bonaparte el va nomenar cap de brigada provisional de la 22a semi-brigada de caçadors a cavall.
El camí cap al Caire és obert, però Bonaparte no s'atura. El 7 d'agost va sortir a la persecució de Ibrahim Bey que s'havia enfonsat al desert després de la Batalla de les Piràmides. Lasalle està al capdavant amb dos esquadrons, un dels 22è Chasseurs i l'altre dels 7è Hussars, seguit dels dragons de Leclerc. Després de cinc dies de persecució, la cavalleria francesa va aconseguir el comboi egipci prop de l'oasi de Salalieh. Una tropa de mamelucs es va desplegar a la carretera per cobrir la fugida, però Lasalle, que només tenia 150 homes per oposar-s'hi, va fer sonar la càrrega. S'inicia una lluita furiosa entre els dos adversaris: "Lasalle fa caure el sabre mentre para parar un cop terrible, salta del cavall, agafa l'arma, lluita a peu contra diversos mamelucs que ataquen ferotge-ment aquest jove líder, però Lasalle en fereix tres, mata un cavall, torna a la seva muntura i continua el veritable torneig que s'està duent a terme". L'enfrontament va ser incert durant molt de temps però l'arribada dels dragons de Leclerc va obligar finalment els mamelucs a retirar-se. A la tropa de Lasalle, 52 homes estaven fora de combat, entre ells el cap d'esquadra Detrès que va rebre una vintena de ferides.
El 14 de Nivôse Any VII es va distingir a la batalla de Souagui. En l'afer Rémedieh, el 28 del mateix mes, va tallar amb un sabre les dues mans d'un mameluc contra el qual es defensava el general Davout. Enderroca diversos mamelucs, trenca el seu sabre al cap d'Uthman ibn Ali, trenca les pistoles mentre es defensa, agafa el sabre d'un drac ferit, entra a la lluita per reunir la seva tropa i persegueix els seus adversaris al desert. A la batalla de Samanhout, el següent 3 Pluviôse, va dirigir la càrrega. Finalment, l'11 de Ventôse del mateix any, a la batalla de Gehemi, va derrotar completament els àrabs de Yanbo i va matar més de 300 homes.
Lasalle va continuar seguint amb el seu regiment els moviments del cos comandat pel general Davout i va obligar a Murad Bey a llançar-se al desert. Tornant al Caire, els 22è caçadors van ser enviats a Belbeys per contenir el país i assegurar les comunicacions entre Salahieh i El Caire. Després de la convenció d'El-Arich, conclosa entre el general Desaix i els plenipotenciaris turcs el 5 de Pluviôse, any VIII, Lasalle va marxar d'Egipte cap a Itàlia.

### Retorn a França

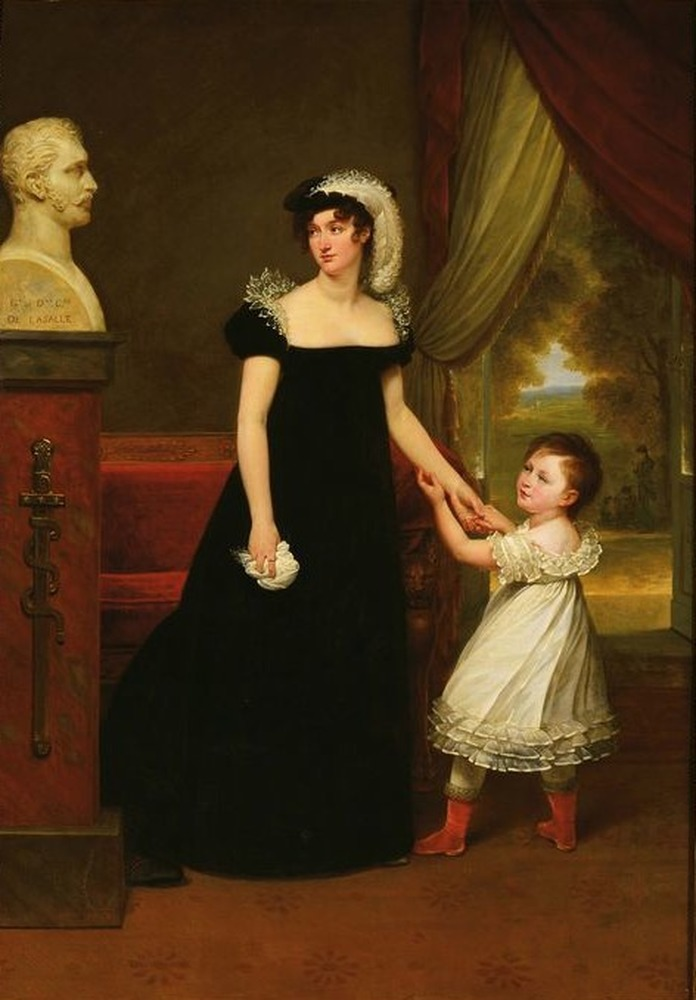
La comtessa de Lasalle i la seva filla

El 1800, Lasalle va tornar a França. Mentre rebia de mans de Napoleó Bonaparte (decisió del 17 de Termidor de 1800), un parell de pistoles i un sabre d'honor, hauria tingut aquest famós comentari: “Qualsevol hússar que no hagi mort als trenta és un jean-cum.". Esdevingut coronel, Lasalle va aparèixer com un "enfant terrible" a la cavalleria lleugera i va mantenir amb cura la reputació dels hússars: gran amant de l'alcohol fort, va fundar la "Société des Assoiffés" (o des Altérés), una iniciativa que va provocar xafarderia durant molt de temps per a la bona societat parisenca.
El 7 de Fructidor del mateix any un decret dels cònsols li va confiar el comandament del 10è regiment d'hússars, i va ser al capdavant d'aquesta unitat que a la batalla de Vilnadella, el 27 de Nivôse any IX, va fer matar tres cavalls sota la ell i trenca set espases. Classificat com a membre de la 5a cohort de la Legió d'Honor, va ser nomenat comandant de l'ordre el 25 de Prairial Any XII. General de brigada el 12 Pluviôse any XIII (1 de febrer de 1805), l'11 Ventôse següent, prengué el comandament d'una brigada de dragons estacionada a Amiens. Va ser amb aquestes tropes que va participar en la batalla d'Austerlitz.
L'any 1803, Lasalle es va calmar quan es va casar amb Joséphine d'Aiguillon a Duravel, divorciada del general Victor Léopold Berthier (1770-1807), amb qui va tenir una filla: Joséphine Charlotte de Lasalle, nascuda l'any 1806. Aquesta es va casar amb Michel Yermeloff, general de divisió de Rússia i primer ajudant de camp del gran duc Miquel Pavlovich.

### Campanya de Prússia i Polònia
| « | "Germà meu, et felicito per la captura de Stettin; Si la vostra cavalleria lleugera també pren ciutats fortes, hauré d'acomiadar els enginyers i fondre els meus grans canons." | » |

— Carta de Napoleó a Murat, 31 d'octubre de 1806.

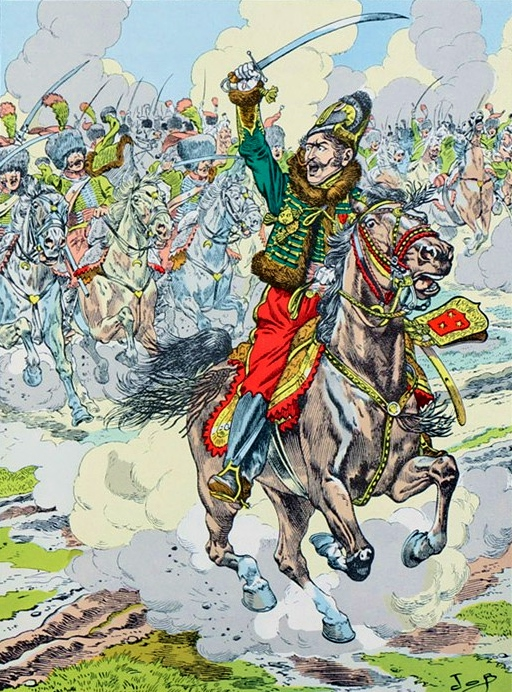
El general Lasalle i la seva “brigada infernal” a Prenzlau, 28 d'octubre de 1806, vist per Job.

L'any 1806 multiplicà les seves espectaculars actuacions al capdavant de la seva “brigada infernal” formada pel 5è i 7è regiment d'hússars. Va capturar així els gendarmes de la Guàrdia del rei de Prússia i va obligar el príncep de Hohenlohe a capitular a Prenzlau.
El 26 d'octubre de 1806, durant la campanya de Prússia, va atacar la divisió de cavalleria de Hohenlohe. Els prussians són més nombrosos però acaben retirant-se als estrets desfilats que hi ha a la sortida del poble de Zehdenick. El 28 d'octubre de 1806, al poble de Prentelau, contribuí amb els seus poderosos càrrecs als èxits de la jornada. La presa de la fortalesa de Stettin el 29 d'octubre va ser aleshores el seu èxit més rotund. Va arribar a assetjar la ciutat defensada per 6.000 a 10.000 homes, dirigits per un veterà, el general von Romberg. Els prussians estan atrinxerats a la fortalesa, ben armats i proveïts, i alineen més d'un centenar de canons diversos. Lasalle té dos regiments de cavalleria amb un total de 500 homes. Ordena la fabricació de canons de fusta i disposa les seves tropes com per a un setge. Va seguir un intercanvi de missatges entre els dos camps, Lasalle va amenaçar amb bombardejar la ciutat i no cedir quart, i augmentant el seu nombre. El general von Romberg decideix llavors capitular. Els prussians es van quedar bocabadats quan es van rendir al veure que els francesos eren tan pocs en nombre. Aquesta agosarada gesta d'armes va fer que una fortalesa en bon estat caigués en mans dels francesos, que controlaven el camí de l'Oder. La pèrdua d'aquest lloc va tancar la carretera a Blücher, aleshores en retirada d'Auerstaedt cap a Pomerània. Es veu obligat a anar al nord, perseguit per Murat, Bernadotte, Soult i Lasalle. Blücher va acabar lluitant a Lübeck i es va rendir.

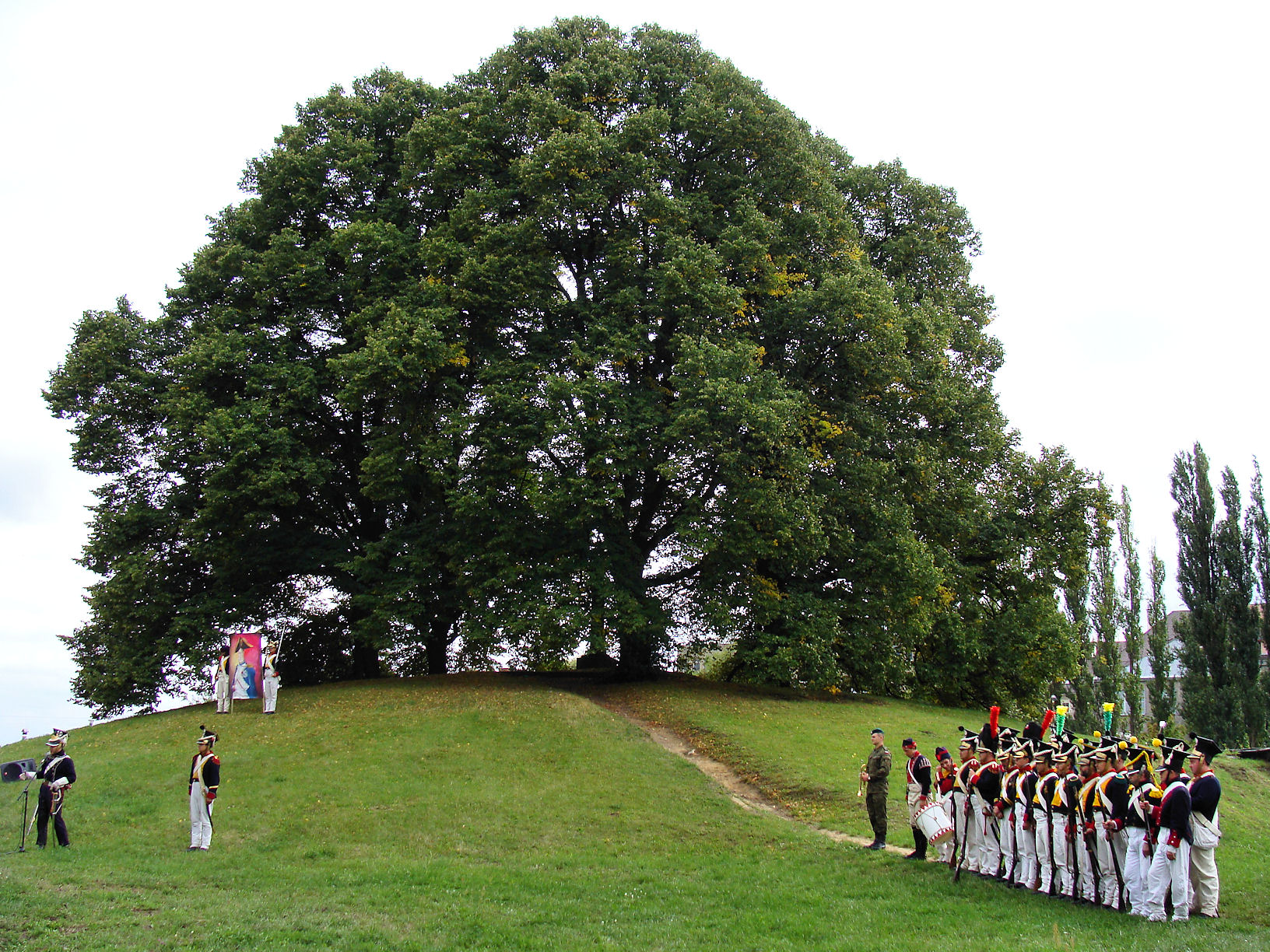
Turó de Napoleó a Stettin (actual Szczecin, Polònia). En primer pla, un grup de recreació històrica amb uniformes de l'època napoleònica.

El 26 de desembre de 1806, a Golymin, la brigada Lasalle va començar a carregar les bateries russes quan l'ordre "Alt!" agafat al llarg de tota la línia atura els corredors en el seu camí. Lasalle, que carrega al capdavant amb un esquadró, torna sobre els seus passos i reuneix els dos regiments. Sense saber d'on venia l'ordre ni per què, el general va fer col·locar els seus genets en línia de batalla enfrontant-se als russos amb el moviment prohibit. Lasalle es posa davant de les seves tropes i es manté immòbil amb els seus homes davant el foc de l'enemic. El general va perdre dos cavalls i deu dels seus genets van morir. Al cap de dues hores, el general va ordenar "Trencar rangs!" ". La brigada infernal va pagar la seva indisciplina.
Major general el 30 de desembre de 1806, va ser nomenat comandant de la cavalleria lleugera de la reserva el 1807. A la batalla de Heilsberg el 12 de juny d'aquell mateix any, el príncep Murat, gran duc de Berg, va ser envoltat al fort des del cos a cos per una dotzena de dragons russos. Lasalle s'adona d'això i s'afanya sol a ajudar en Murat. Mata l'oficial que comanda el destacament i fa volar els onze dragons. Poc després, quan ell també estava envoltat, Murat es va precipitar al mig dels atacants, va alliberar l'home que li acabava de salvar la vida i va dir, donant-li la mà: “General, estem igualats”.
El juliol següent, l'Emperador li va atorgar la Creu de Cavaller de la Corona de Ferro. Lasalle fou enviat llavors a Espanya sota les ordres del mariscal Jean Baptiste Bessières.

### Campanya espanyola

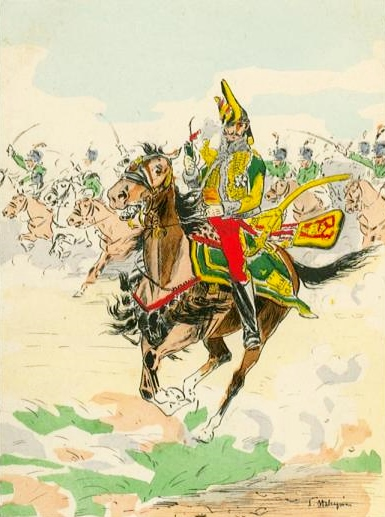
El general comte de Lasalle dirigia una càrrega de la seva cavalleria. Il·lustració de Louis-Ferdinand Malespina.

El 15 de febrer de 1808 es va unir a l'exèrcit d'Espanya amb la cavalleria que manava. Al juny, a Torquemada, va derrotar completament un gran cos d'insurgents espanyols i els va obligar a refugiar-se a la muntanya. Després va anar a Palència, que els revoltats havien abandonat quan s'acostaven les tropes franceses, i va marxar cap a Valladolid, recolzat per una columna d'infanteria de la divisió de Merle. Al poble de Cabezon, tres llegües abans d'arribar a Valladolid, a la carretera de Palència, es va trobar amb un cos de tropes regulars d'uns 7.000 homes. De seguida els ataca i els derrota completament. L'enemic, vençut en un instant, es va dispersar per les muntanyes, abandonant la seva artilleria i deixant més de 1.000 morts al camp de batalla. Lasalle va entrar a Valladolid el mateix dia on va restablir l'ordre.
El 14 de juliol de 1808 a la batalla de Medina del Rio Seco, on 12.000 francesos, sota les ordres del mariscal Bessières, van derrotar un exèrcit de 22.000 espanyols comandat pels generals Cuesta i Blake, Lasalle, amb una brillant càrrega, va aconseguir la victòria sota Banderes franceses. 3.000 espanyols van quedar al camp de batalla (1.100 morts, la resta ferits o presoners) amb tot el bagatge i els canons de l'exèrcit enemic van caure en mans dels francesos. L'exèrcit francès va fer aleshores un moviment retrògrad cap a Vitoria, i Lasalle, encarregat de comandar la rereguarda, va contenir l'enemic amb l'habilitat de les seves maniobres. Per decret del setembre de 1808, l'emperador el va nomenar gran oficial de la Legió d'Honor, i després el va nomenar comte de l'Imperi.
El 10 de novembre, a la batalla de Burgos, Lasalle va tornar a contribuir a l'èxit de la jornada. Uns dies després, a la batalla de Vila-Vigo, va agafar set peces de canó i quatre banderes. Cap a finals de març va travessar el Tajo (Combats de Puentes del Tajo (1809)), va netejar la riba esquerra d'aquest riu i va arribar a participar el 28 de març de 1809 a la batalla de Medellín.
Aquest dia va ser un dels més gloriosos de la vida militar del general Lasalle. Aleshores va comandar tota la cavalleria i també tenia sota les seves ordres una divisió d'infanteria alemanya que es va formar en un quadrat de segona línia. L'exèrcit espanyol, molt més nombrós que el francès, va envoltar pràcticament aquests últims, deixant-los només el llarg pont de Medellín sobre el Guadiana per a la retirada. El foc mortal de l'artilleria enemiga va provocar devastació i mort a les files quan el mariscal Victor va ordenar un moviment retrògrad. Lasalle amb prou feines havia començat a executar-lo quan la infanteria espanyola, recolzada per un gran nombre de cavalleria, va avançar amb valentia sobre els francesos. Lasalle, en reconèixer immediatament el perill d'una retirada en un desfiladero tan estret com el pont de Medellín, es va precipitar al capdavant del 26è regiment de dragons sobre una plaça de 6.000 homes que desbordava el flanc dret francès. Va enderrocar i va tallar a trossos tot allò que li resistia i així va donar temps a l'exèrcit francès d'avançar cap a l'enemic pressionat i bolcat en tots els punts. 14.800 espanyols van romandre al camp de batalla. 5.000 presoners, 19 peces de canó van ser els trofeus d'aquesta jornada per la intrepidesa del general Lasalle.
De vegades se li atribueix la melodia i la lletra de la famosa cançó Elle aime à rire, elle aime à boire, també anomenada Fanchon. La melodia ja era famosa al segle XVIII. El trobem l'any 1757 a Els poemes de M. l'abbé de L'Attaignant, volum 3. Les paraules del primer i del 4t vers apareixen en una obra de Restif de la Bretonne, Les contemporains communes, publicada a Leipzig el 1790. Si hi intervenia Lasalle, cosa que resta per demostrar, el seu paper, com a molt, consistia en afegir 2 o 3 versos.

### Campanya d'Alemanya i Àustria

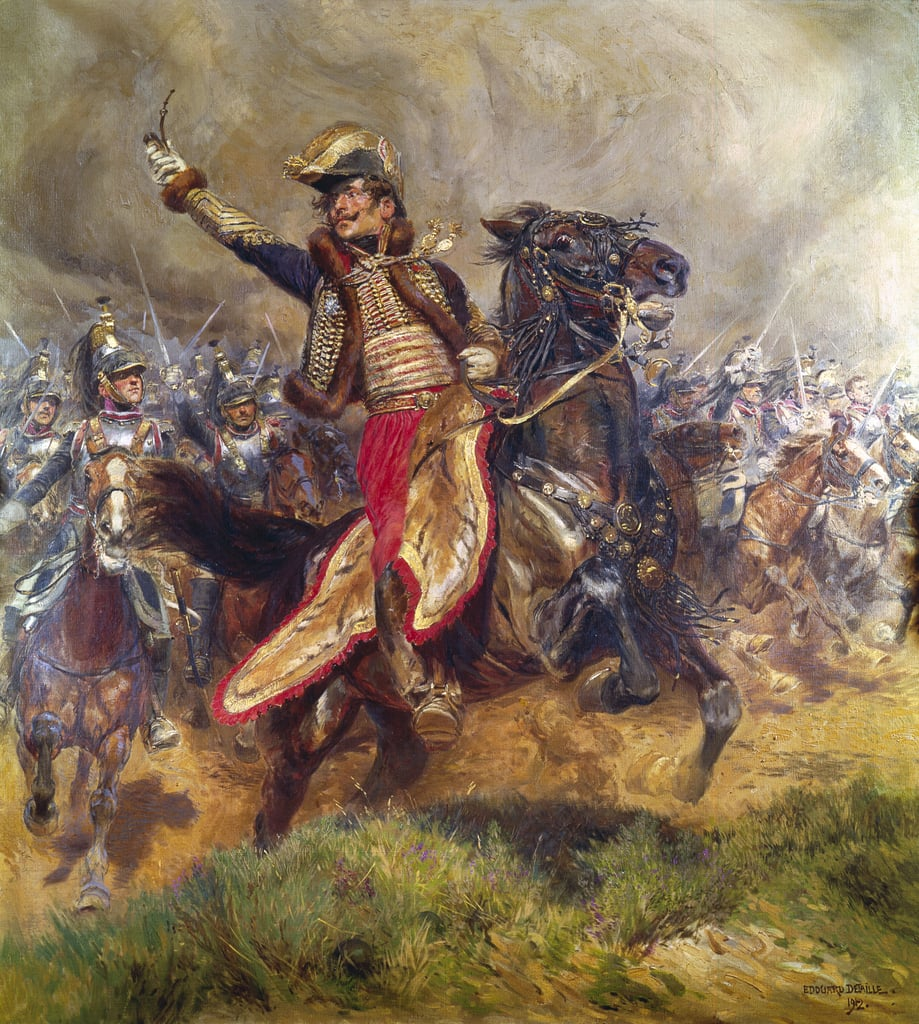
El general Lasalle lidera una càrrega a Wagram, la seva última batalla.

Aquesta va ser la seva última gesta a la península espanyola, on va rebre el sobrenom de “Picaro”. Va marxar immediatament després per prendre el comandament d'una divisió de cavalleria a la Grande Armée durant la campanya d'Alemanya i Àustria, durant la qual Lasalle encara es va distingir a Essling els dies 20 i 22 de maig de 1809, després al setge de Raab els dies 15 i 24 de juny.
El 6 de juliol de 1809, el vespre de la batalla de Wagram, separat temporalment dels seus hússars, va veure un batalló d'infanteria enemic i va intentar, amb els cuirassers del 1r regiment, dispersar-lo. Va ser assassinat, colpejat al cap per una bala disparada per un granader hongarès en retirada. El dia abans de la batalla, obrint el seu equipatge i trobant la seva pipa trencada, una ampolla del seu celler i el vidre que cobreix el retrat de la seva dona trencat, havia dit al seu ajudant de camp, el cap d'esquadra Charles Yves César Cyr du Coëtlosquet: "No sobreviuré aquest dia.".

Va morir als 34 anys després d'haver superat en quatre anys el límit d'edat que s'havia fixat. La voluminosa correspondència que va escriure durant aquesta darrera fase de la seva vida va ser recollida i publicada, amb extensos comentaris, pel seu cosí segon Adrien Robinet de Cléry. En la seva última carta a la seva dona, va escriure:
| « | "El meu cor és teu, la meva sang és teva, la meva vida és en honor." | » |

## Honors
- Cavaller de la Legió d'Honor.[16]
- Comandant de la Legió d'Honor el 14 de juny de 1804.[16]
- Cavaller de la Corona de Ferro el juliol de 1807.
- Gran oficial de la Legió d'Honor, 4 de setembre de 1808.[16]

## Homenatges

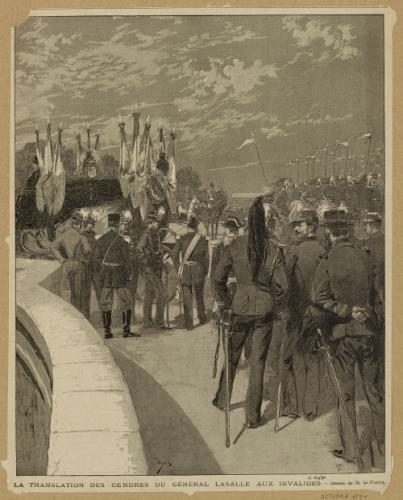
Trasllat de les cendres de Lasalle als Invalids

L'any 1891 les seves cendres van ser portades d'Àustria a les Invàlides, on van ser enterrades a la volta dels governadors.
El seu nom està gravat sota l'arc de triomf de l'Estrella (pilar est).

### Estatuari

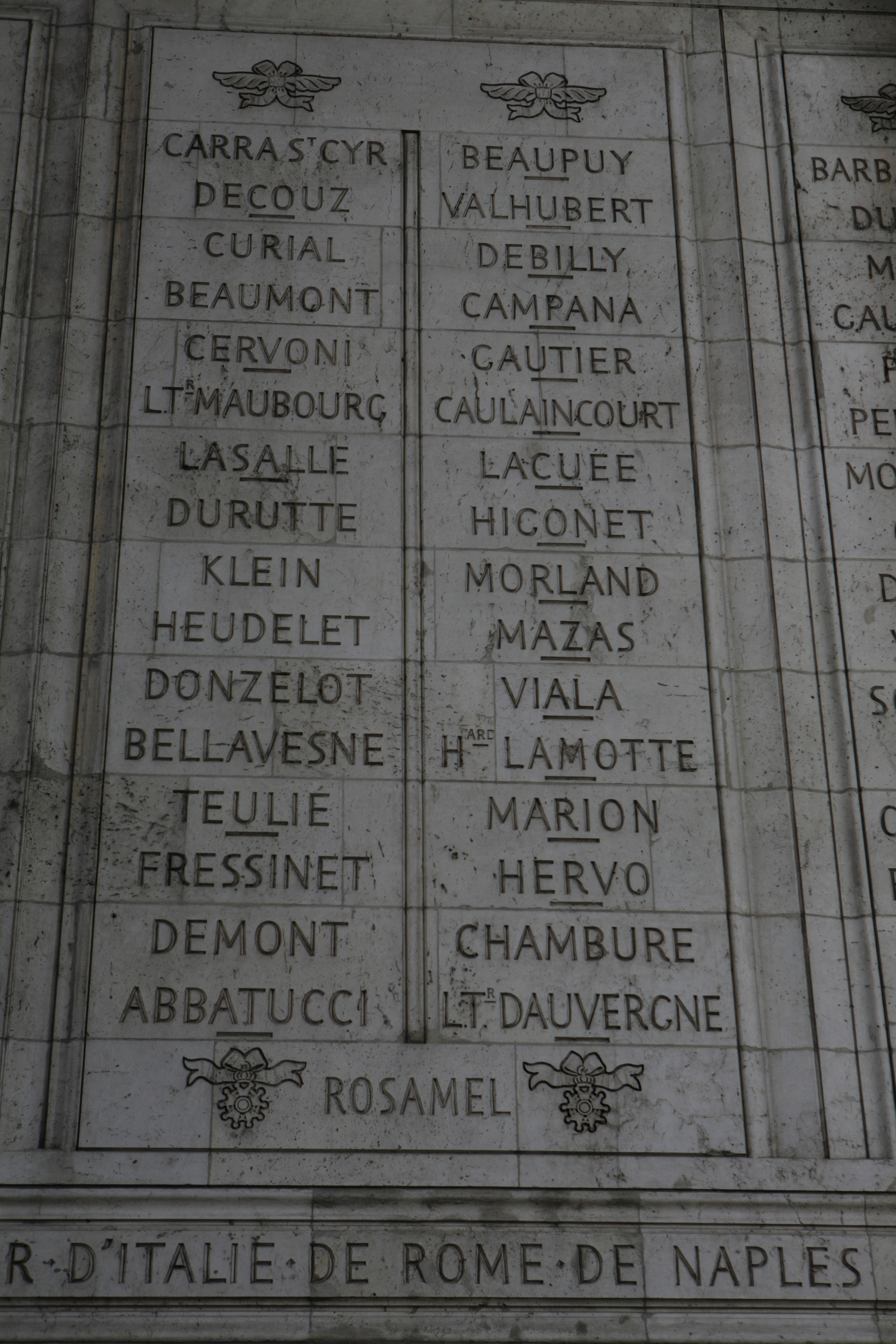
Noms gravats sota l'arc de triomf de l'Estrella: pilar est, columnes XVII i XVIII.

Un decret imperial de l'1 de gener de 1810 va ordenar que l'estàtua de Lasalle fos col·locada al Pont de la Concorde de París amb la d'altres generals que van morir en combat, però després de la derrota de Napoleó a Waterloo, les estàtues no es van col·locar. Charles-Auguste Taunay havia fet un model de guix de Lasalle que es conserva al Palau de Versalles. S'han formulat diverses hipòtesis sobre el destí de l'estàtua de marbre, la creació de la qual és incerta: decapitada com les altres estàtues, podria haver estat modificada per representar el mariscal Lannes o el mariscal Masséna.
Una altra estàtua de Lasalle feta per Taunay s'exposa al Saló de 181432.
L'any 1893 es va aixecar al pati de la ciutat el Monument al general Lasalle (1892), obra de l'escultor francès Henri-Louis Cordier (1853-1926) creat pel fundador Thiébaut, compost per una base coronada per una estàtua eqüestre de bronze. dependències del Château de Lunéville.
Un bust del general de Lasalle es troba a la galeria de batalla del Palau de Versalles.

### Retrats
- El seu retrat, Antoine Charles Louis Lasalle (1775-1809), general rebent la capitulació de la guarnició de Stettin, 30 d'octubre de 1806, pintat el 1808 per Antoine-Jean Gros es troba a l'exèrcit). Museu (París).
- François Flameng i Edouard Detaille també van pintar el seu retrat.
- Jacques Onfroy de Bréville va representar El general Lasalle i la seva "brigada infernal" a Prenslow, 28 d'octubre de 1806.
- Es va col·locar un retrat del general de Lasalle en un dels salons de l'ajuntament de Metz

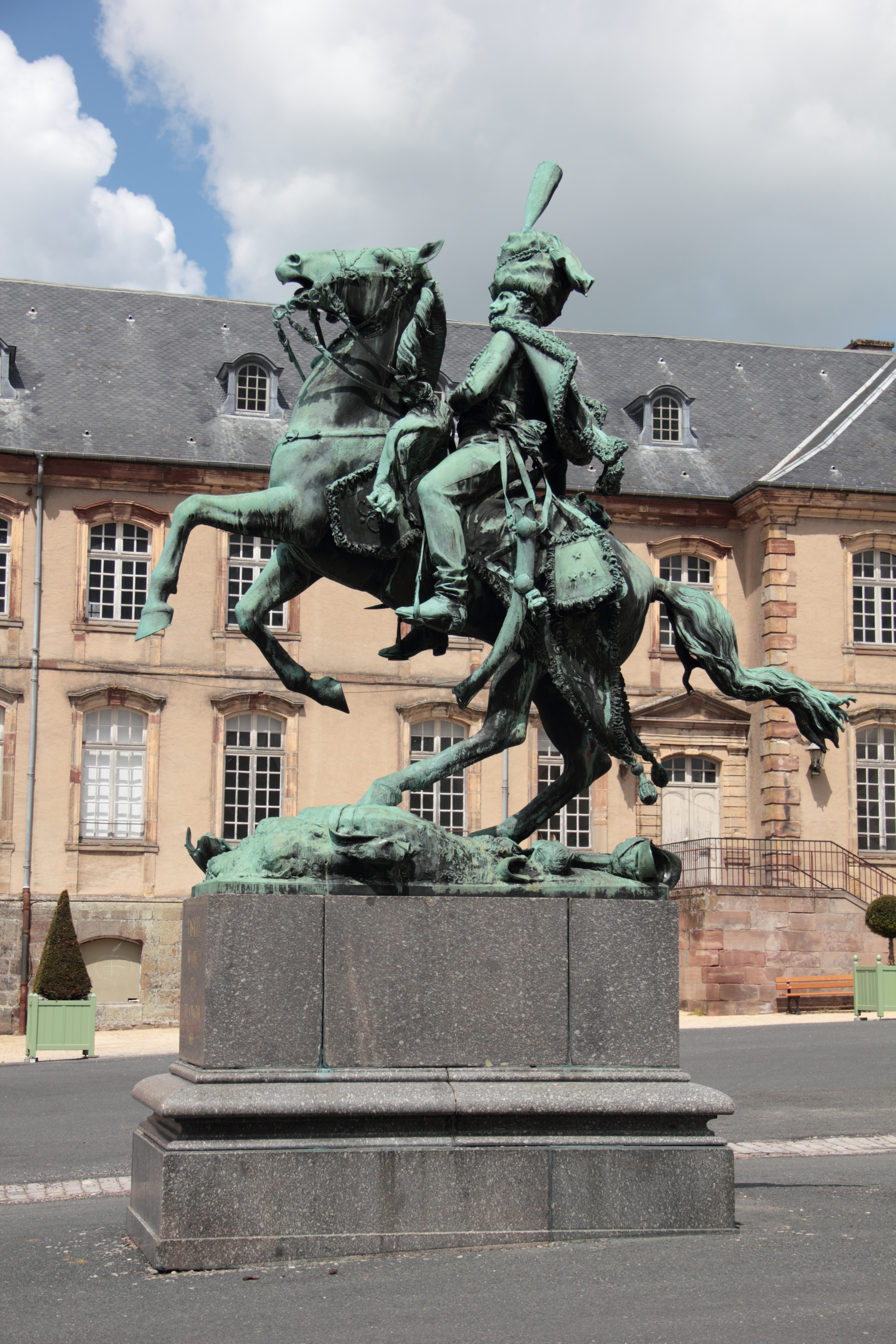
Escultura eqüestre de Lasalle al centre del pati comú del Château de Lunéville.

### Noms de carrer
- El 1811, la rue Saint-Symphorien de Metz va passar a anomenar-se rue Lasalle.[37]
- El 1894, la rue du Général-Lasalle es va obrir al districte XIX de París en el seu homenatge. Les escoles bressol i primària d'aquest carrer porten el nom de General Lasalle.
- Un carrer de la ciutat de Le Havre porta el seu nom, "Rue Général-de-Lasalle".

### Altres
- El 1979, va ser el padrí de la 166a promoció (1979-1981) de l'Escola Especial Militar de Saint-Cyr, a França.
- La caserna de Lure a l'Alt Saona que va acollir el 1r regiment de dragons fins al 1997 s'anomena "Quartier Lasalle".
- L'any 2003, un edifici va rebre el seu nom a l'institut militar de Saint-Cyr.
- L'antiga base de Lunéville-Chenevières va ser rebatejada com a "Quartier Lasalle" després de la sortida de les Forces Aèries dels Estats Units a Europa.
- Una placa commemorativa està col·locada al seu lloc de naixement, l'Hôtel de Gournay, a Metz.

## Cites de Lasalle
| « | * Qualsevol hússar que no mor als trenta és un ximple. - "El meu cor és teu, la meva sang és teva, la meva vida és en honor." (última carta a la seva dona.) - "Ja és un plaer prou gran fer la guerra; estem en el soroll, en el fum, en el moviment; i després quan t'has fet un nom […], quan hagis fet fortuna, estàs segur que la teva dona i els teus fills no els faltaran de res; tot això és suficient. Puc morir demà." - "Un hússar que no fuma és un mal soldat." | » |

## Heràldica

Ornaments exteriors Comtes de l'Imperi francès

Escut: Títol de comte de l'Imperi, atorgat per decret del 19 de març de 1808 a Antoine, Charles, Louis de Lasalle amb el següent reglament d'escut:
| « | "Argent, a la barra d'atzur fixada a la meitat de l'escut, carregat amb tres caps de lleó tallats d'Or i acompanyat a la base d'un cavall espantat i sable contornejat, portat sobre una llança trencada de Gules calçat d'atzur apuntant sinistre; quart dels comtes deixant l'exèrcit avançant a l'extrem de la barra." | » |

Un blasó més correcte seria:
| « | "Argent, un cavall atemorit i contornejat de sable, recolzat per una llança trencada de gules ferçat d'atzur, posat en galó invers i apuntant sinistre, tot en punt, a la barra de color atzur carregat amb tres caps de lleó d'or tallats i col·locats en plom, passant de el cantó esquerre i aturat al quarter dels comtes militars." | » |